# 光のページェント

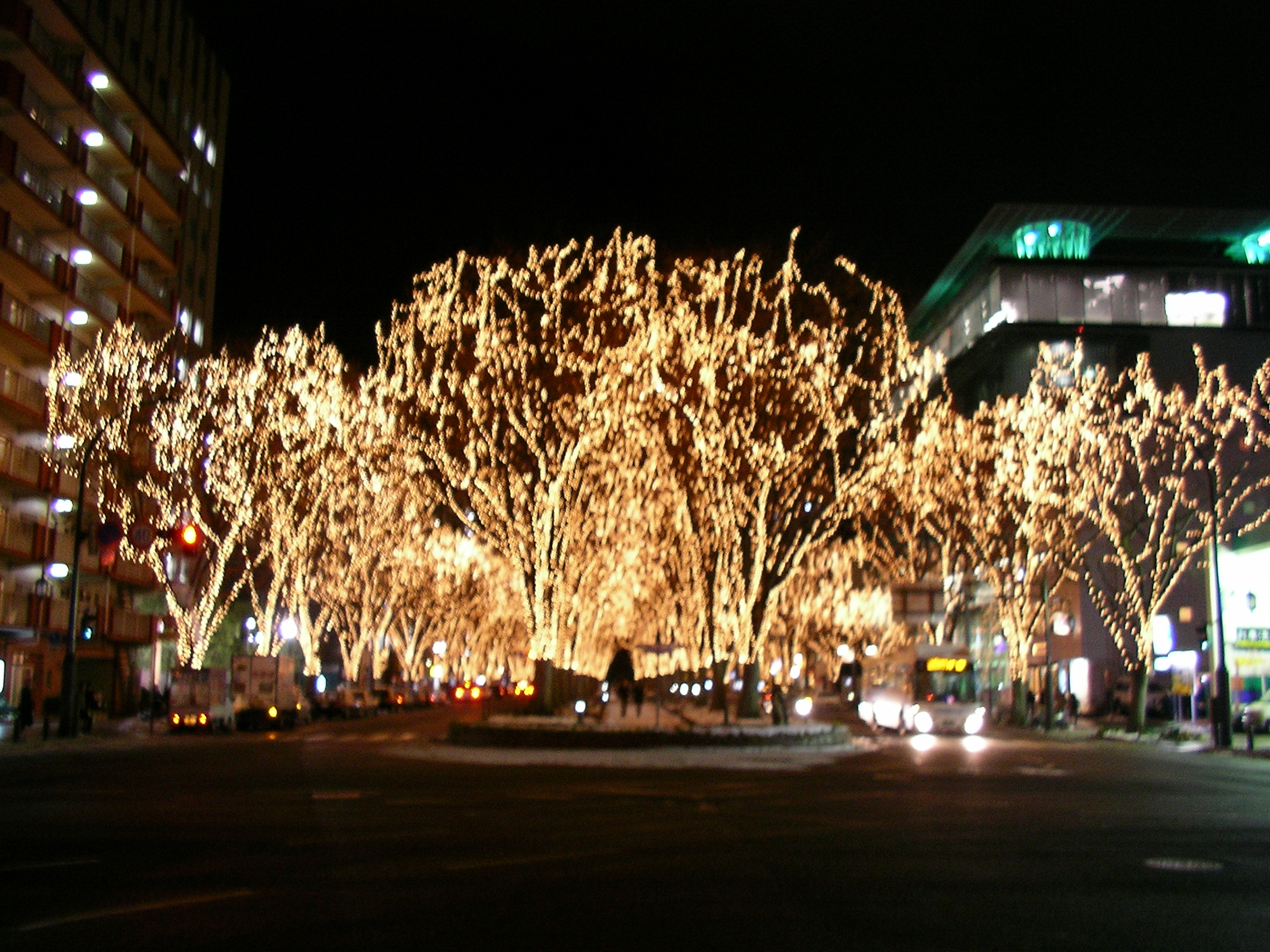
SENDAI光のページェント（仙台市、2007年）

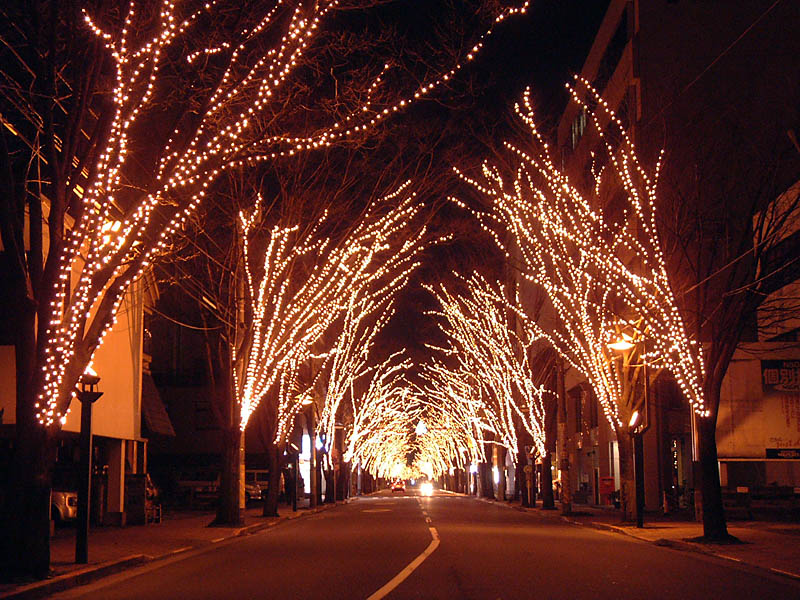
NIIGATA光のページェント（新潟市、2004年）

光のページェント（ひかりのページェント）とは、日本の言葉で、イルミネーション、ロウソクの火、花火などを用い、暗闇で視覚的に小さな光の集合を大規模に提示する様をいう。

## 概要
日本各地でイルミネーション、ロウソクの火、花火などを用いたイベント名に「光のページェント」と名付ける例が見られる。イベント名の「光のページェント」は、「ページェント」と略されることがある。
イベントとして大規模に提示するため、基本的に野外・夜間に行われる。イルミネーションのイベントでは、夜間の時間の長い冬至前後の年末、または年末年始に行われる。日本では、基本的に宗教行事的色彩はないが、一部クリスマスとの関連も見られる。
仙台市にある興行会社のGIPが「光のページェント」の商標を管理している（登録商標第2207444号ほか全5件）。先願権発生日は、1987年（昭和62年）10月12日。

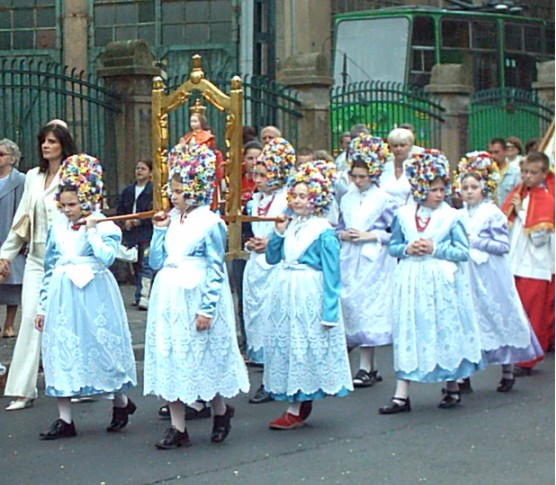
宗教的ページェントの例（ポーランド・ポズナン）

日本語の「ページェント」にあたる英語は pageant （英語発音: [ˈpæʤənt] パジャントゥ）であるが、英語においては、歴史・伝説・宗教をモチーフにして、華麗な衣装を着て野外で行う劇や行進を指す。仙台では、杜の都の象徴である定禅寺通などの並木道が、冬枯れして殺風景になっているのを憂えた市民が、仙台七夕に因み、天の川に例えたイルミネーションという衣装をまとわせて並木道を華麗なページェントに変えたため、SENDAI Pageant of Starlight、すなわち、SENDAI光のページェントと名付けた。同様にNIIGATA光のページェントも冬枯れした並木道のイルミネーションのため「光のページェント」と命名しているものの、仙台のように七夕との関連がないため、英称では Niigata Pageant of Lights としている。

## イルミネーション・イベント
冬枯れした（ケヤキ）並木にイルミネーションを行うイベント
| 開催地       | イベント名                | 電球数 | 消費電力 （グリーン電力率） | 観客数         | 開始年   |
| ------------ | ------------------------- | ------ | --------------------------- | -------------- | -------- |
| 宮城県仙台市 | SENDAI光のページェント    | 60万球 | 17,000 kWh (100%)           | 286万人/20日間 | 1986年～ |
| 新潟県新潟市 | NIIGATA光のページェント   | 26万球 | 20,000 kWh (25%)            | 55万人/31日間  | 1987年～ |
| 福島県伊達市 | 陣屋通り 光のページェント | 1万球  |                             |                | 2000年～ |

都市の顔となる施設・名所・商店街などにイルミネーションおよびライトアップを行うイベント
| 開催地         | イベント名                                  | 電球数 （2008年度） | 開始年       |
| -------------- | ------------------------------------------- | ------------------- | ------------ |
| 群馬県高崎市   | たかさき光のページェント                    | 22.0万球            | 1994年～     |
| 埼玉県川口市   | きらり川口・光のページェント                | 20.0万球            | 2000年～03年 |
| 宮城県登米市   | 石ノ森章太郎ふるさと記念館 光のページェント | 3.5万球             | 2001年～     |
| 京都府城陽市   | 光のページェント TWINKLE JOYO               | 30.0万球            | 2002年～     |
| 宮城県柴田町   | しばた光のページェント                      |                     | 2005年?～    |
| 熊本県熊本市   | "光のページェント" in くまもと              | 17.0万球            | 2005年～     |
| 長野県安曇野市 | Azumino.光のページェント                    | 6.0万球             | 2006年～     |

## ロウソクの火を用いたイベント
長野県では、手作りの氷のシェードの中に火を付けたロウソクを入れて並べるイベントが各地にあり、「光のページェント」という名称のものもある。群馬県伊勢崎市のは行燈を用いている。
- 光のページェント　いせさき燈華会 - 群馬県伊勢崎市（2005年～）
- 日光 光のページェント - 栃木県日光市（2006年～）

## 類似の名称のイベント
初夏のホタル鑑賞会
- 音と光のページェント - 大阪府泉南市

夏の花火
- イーハトーブフォーラム 光と音のページェント - 岩手県花巻市

冬のイルミネーション
- スターダストページェント 海ぼたる - 宮城県牡鹿郡女川町（1998年 - ）
- 丸もりもりページェント - 宮城県伊具郡丸森町
- ビッグツリーページェント・フェスタ in KORIYAMA[13] - 福島県郡山市（2000年 - ）
- 鶴岡冬まつり・イルミネーションとライトアップ[14] - 山形県鶴岡市（名称が長いため、光のページェントと略される）
- 光と音のページェント[15] - 栃木県栃木市大平地域
- MEGURO 音と光のページェント[16] - 東京都目黒区自由が丘
- 原村イルミネーションフェスティバル[17] - 長野県諏訪郡原村（1994年 - ）（2007年度まで「星降る光のページェント in 原村」と称していた）
- 光と花のページェント in 淡路夢舞台 - 兵庫県淡路市
- 花と光のページェント - 京都府立植物園で行われるクリスマスシーズンの夜間開園。
- 花と光のページェント - 広島市植物園で夏季と冬季に行われる夜間開園。